# Eric Winter
Eric Barett Winter (* 17. července 1976, La Mirada, Kalifornie, Spojené státy americké) je americký herec, producent, autor a bývalý model. Proslavil se rolemi Rexe Bradyho v telenovele Tak jde čas, agenta Craiga O'Laughlina v seriálu Mentalista, Dashe Gardinera v seriálu Witches of East End a policajta Tima Bradforda v seriálu The Rookie.

## Životopis
Winter se narodil v La Miradě v Kalifornii. Titul v psychologii získal na Kalifornské univerzitě v Los Angeles. Aby mohl platit za vysokou školu přivydělával si jako model. Jeho životním cílem bylo stát se doktorem, nakonec se však rozhodl pro herectví.

## Kariéra

### Modeling
Před nastartováním své herecké kariéry se živil jako model. Stal se například tváří značky Tommy Hilfiger nebo se objevil v televizní reklamě Britney Spears k jejímu parfému Curious.

### Herectví
Během let 2002 až 2005 hrál roli Rexe Bradyho v telenovele Tak jde čas. Po opuštění seriálu si zahrál menší role v televizních seriálech jako Kriminálka Las Vegas, Láska, s.r.o., Čarodějky nebo Just Legal. Hostující roli si zahrál v seriálu stanice ABC Family (nyní Freeform) Wildfire. Vedlejší roli Jasona McCallistera si zahrál v dramatu stanice ABC Bratři a sestry. Hlavní roli si zahrál v seriálu stanice CBS Viva Laughlin. V roce 2010 si zahrál roli Michaela Frienda v televizním filmu Neděle u Tiffanyho. Během let 2010 až 2012 hrál hlavní roli FBI agenta Craiga O'Laughlina v seriálu stanice CBS Mentalista. V roce 2012 si také zahrál v komedii stanice ABC G.C.B.. V roce 2013 získal roli v seriálu stanice Lifetime Witches of East End. Seriál byl však po dvou řadách zrušen. V roce 2018 získal jednu z hlavních rolí v seriálu Zelenáč.

## Osobní život
V roce 2001 si vzal herečku Allison Ford, v roce 2005 se rozvedli. Dne 1. ledna 2008 si zasnoubil s herečkou Roselyn Sánchez. Dne 29. listopadu 2018 se vzali v San Juana v Portoriku. V srpnu roku 2011 pár oznámil, že čekají první dítě. Dcera Sebella Rose Winter se narodila dne 4. ledna 2012. Dne 3. listopadu 2017 se jim narodil syn Dylan Gabriel Winter.

## Filmografie

### Film
| Rok  | Název                 | Role           | Poznámky                            |
| ---- | --------------------- | -------------- | ----------------------------------- |
| 2004 | Jak jsme vyrůstali    | Hunk           | TV film                             |
| 2005 | Kouzlo všedních dnů   | Walter         | TV film                             |
| 2006 | Vloupání              | Cameron        | TV film                             |
| 2008 | Zahulíme, uvidíme 2   | Colton Graham  |                                     |
| 2009 | Chceš mě, chci tě     | Colin Anderson |                                     |
| 2010 | Neděle u Tiffanyho    | Michael Friend | TV film                             |
| 2012 | Nezahrávej si s ohněm | Adam           |                                     |
| 2014 | Comet                 | Josh           |                                     |
| 2015 | Dead End              |                | krátkometrážní film, také producent |
| 2017 | Finding Santa         | Ben            | TV film                             |

### Televize
| Rok        | Název                              | Role                | Poznámky                                    |
| ---------- | ---------------------------------- | ------------------- | ------------------------------------------- |
| 1999       | Případ pro Sam                     | Todd                | díl: „Heads, You Lose“                      |
| 1999       | Undressed                          | Eric                | 2 díly                                      |
| 1999       | The Parkes                         | Anthony             | díl: „The Boomerang Effect“                 |
| 2002       | The Andy Dick Show                 |                     | díl: „Andy's Tinseltown Chow-House“         |
| 2002       | Čarodějky                          | Trevor              | díl: „Jsem Sam“                             |
| 2002–2005  | Tak jde čas                        | Rex Brady           |                                             |
| 2005–2006  | Láska, s.r.o.                      | Mike Smith          | 2 díly                                      |
| 2005       | Kriminálka Las Vegas               | Julian Harper       | díl: „Room Service“                         |
| 2006       | South Beach                        | Ford Davenport III  | díl: „Every Day Above Ground Is a Good Day“ |
| 2006       | Pepper Dennis                      | Connor Blanchard    | díl: „Heiress Bridenapped“                  |
| 2006       | Just Legal                         | Jared Kale          | díl: „The Rainmaker“                        |
| 2007       | Viva Laughlin                      | Peter Carlyle       | hlavní role, 2 díly                         |
| 2007       | Wildfire                           | R.J. Blake          | 5 dílů                                      |
| 2007–2008  | Bratři a sestry                    | Jason McCallister   | 5 dílů                                      |
| 2008       | Single with Parents                | Charlie             | neprodaný televizní pilot                   |
| 2008       | Za svitu měsíce                    | ADA Benjamin Talbot | 4 díly                                      |
| 2008       | Seznam ex                          | Jake Turner         | díl: „Climb Every Mountain Biker“           |
| 2010–2012  | Mentalista                         | Craig O'Laughlin    | 8 díly                                      |
| 2011       | Weekends at Bellevue               | Jared Knox          | neprodaný televizní pilot                   |
| 2011       | Kriminálka Miami                   | Joe Grafton         | díl: „Nebožtík“                             |
| 2012       | Scent of the Missing               | Jake                | neprodaný televizní pilot                   |
| 2012       | G.C.B.                             | Luke Lourd          | 5 dílů                                      |
| 2013       | Rizzoli & Isles: Vraždy na pitevně | B.T. Cerrone        | díl: „Built for Speed“                      |
| 2013–2014  | Witches of East End                | Dash Gardiner       | hlavní role, 23 dílů                        |
| 2016       | Tajnosti a lži                     | Neil Oliver         | 8 dílů                                      |
| 2016–2017  | Vražedné Miami                     | Adrian Webb         | 9 dílů                                      |
| 2017       | Las Reinas                         | Robert Ellison      | neprodaný televizní pilot                   |
| 2017–2018  | The Good Doctor                    | Dr. Matt Coyle      | 2 díly                                      |
| 2018–dosud | Zelenáč                            | Tim Bradford        | hlavní role                                 |